# Agony & Irony
Agony & Irony è il quinto album studio della band statunitense pop punk degli Alkaline Trio. È stato pubblicato nel 2008 per Epic Records.
L'album è stato pubblicato anche in un'edizione speciale, contenente un secondo disco, con canzoni acustiche.
Il primo singolo estratto dall'album è Help Me canzone scritta da Matt Skiba dopo aver visto il film Control sulla vita di Ian Curtis.

## Tracce

### Agony & Irony
Tutte le canzoni sono state scritte dagli Alkaline Trio.
1. Calling All Skeletons - 3:19
2. Help Me - 3:44
3. In Vein - 3:57
4. Over and Out - 3:14
5. I Found Away - 4:01
6. Do You Wanna Know? - 3:36
7. Live Young, Die Fast - 4:14
8. Love Love, Kiss Kiss - 3:25
9. Lost and Rendered - 3:23
10. Ruin It - 3:36
11. Into the Night - 3:23

### Tracce Bonus
- In My Stomach - 3:53 (iTunes Bonus Track)
- Love Love, Kiss Kiss (Acoustic) - 3:08 (Traccia Bonus nella versione Australiana)

### Agony & Irony (Deluxe Edition) Disco 2
1. Burned Is the House – 4:26
2. Maybe I'll Catch Fire (Acustica) – 3:04
3. Live Young, Die Fast (Acustica) – 3:19
4. Into the Night (Acustica) – 3:12
5. Over and Out (Acustica) – 2:47
6. Lost and Rendered (Acustica) – 3:13

## Formazione
- Matt Skiba - voce, chitarra
- Dan Andriano - voce, basso
- Derek Grant - batteria